# Winthemia
Winthemia – rodzaj muchówek z rodziny rączycowatych (Tachinidae).

## Wybrane gatunki
- W. abdominalis (Townsend, 1919)[2]
- W. andersoni Guimarães, 1972[2]
- W. angusta Shima, Chao & Zhang, 1992[1]
- W. antennalis Coquillett, 1902[2]
- W. aquilonalis Chao, 1998[1]
- W. aurifrons Guimarães, 1972[2]
- W. beijingensis Chao & Liang, 1998[1]
- W. bohemani (Zetterstedt, 1844)[3]
- W. borealis Reinhard, 1931[2]
- W. brevicornis Shima, Chao & Zhang, 1992[1]
- W. cecropia (Riley, 1870)[2]
- W. citheroniae Sabrosky, 1948[2]
- W. cruentata (Róndani, 1859)[1][3]
- W. datanae (Townsend, 1892)[2]
- W. deilephilae (Osten Sacken, 1887)[2]
- W. diversitica Chao, 1998[1]
- W. diversoides Baranov, 1932[1]
- W. duplicata Reinhard, 1931[2]
- W. emeiensis Chao & Liang, 1998[1]
- W. erythrura (Meigen, 1838)[3]
- W. floridensis Guimarães, 1972[2]
- W. imitator Reinhard, 1931[2]
- W. intermedia Reinhard, 1931[2]
- W. jacentkovskyi Mesnil, 1949[3]
- W. javana (Bigot, 1885)[1]
- W. mallochi Baranov, 1932[1][4]
- W. manducae Sabrosky & DeLoach, 1970[2]
- W. marginalis Shima, Chao & Zhang, 1992[1]
- W. montana Reinhard, 1931[2]
- W. neowinthemioides (Townsend, 1928)[1]
- W. occidentis Reinhard, 1931[2]
- W. okefenokeensis Smith, 1916[2]
- W. parafacialis Chao & Liang, 1998[1]
- W. parallela Chao & Liang, 1998[1]
- W. pilosa (Villeneuve, 1910)[1][3]
- W. polita Reinhard, 1931[2]
- W. proclinata Shima, Chao & Zhang, 1992[1]
- W. pruinosa Gil, 1931[3]
- W. quadripustulata (Fabricius, 1794)[2][1][3]
- W. reinhardi Guimarães, 1972[2]
- W. remittens (Walker, 1859)[1]
- W. rufiventris (Macquart, 1849)[3]
- W. rufonotata (Bigot, 1889)
- W. rufopicta (Bigot, 1889)[2]
- W. shimai Chao, 1998[1]
- W. sinuata Reinhard, 1931[2]
- W. speciosa (Egger, 1861)[1][3]
- W. sumatrana (Townsend, 1927)[1]
- W. texana Reinhard, 1931[2]
- W. variegata (Meigen, 1824)[3]
- W. venusta (Meigen, 1824)[1][3]
- W. venustoides Mesnil, 1967[1]
- W. verticillata Shima, Chao & Zhang, 1992[1]
- W. vesiculata (Townsend, 1916)[2]
- W. zhoui Chao, 1998[1]